# Austrian Traded Index
Austrian Traded Index (ATX) — важнейший фондовый индекс Австрии. Индекс был разработан и поддерживается Венской биржей. По состоянию на 19 сентября 2005 года индекс охватывает 21 крупнейшую акционерную компанию Австрии.
ATX рассчитывается как среднее арифметическое взвешенное по капитализации значение цен акций. Перечень охваченных индексом компаний пересматривается два раза в год — в марте и в сентябре. Важнейшими критериями, используемыми при рассмотрении кандидатов на включение в ATX, являются объём торгов и процент акций, находящихся в свободном обращении. В результате одного пересмотра индекса из него могут быть исключены (в него могут быть добавлены) акции не более 3 компаний.

## История
Впервые индекс ATX был опубликован 2 января 1991 года со значением 1000 пунктов. Своего минимального значения (682.96 пунктов) он достиг 13 августа 1992 года. Начиная с октября 2002 года наблюдается устойчивый рост ATX. В июне 2005 года индекс впервые преодолел отметку в 3000 пунктов.
Основным фактором, определяющим положительное развитие индекса в последнее время, являются успешные инвестиции австрийских компаний в страны Восточной и Юго-Восточной Европы — более 80 % компаний, охваченных индексом ATX, занимаются бизнесом в этих странах.